# Neocalanus plumchrus
Espèce
Neocalanus plumchrus est une espèce de crustacés copépodes de la famille des Calanidae, faisant partie du zooplancton.

## Répartition
Neocalanus plumchrus se rencontre dans le Pacifique nord et l'Arctique.

## Classification
Le nom valide complet (avec auteur) de ce taxon est Neocalanus plumchrus (Marukawa (d), 1921).
L'espèce a été initialement classée dans le genre Calanus sous le protonyme Calanus plumchrus Marukawa, 1921,.
Neocalanus plumchrus a pour synonymes :
- Calanus tonsus plumchrus Fulton, 1968
- Calanus plumchrus Marukawa, 1921

### Publication originale
- (en) H. Marukawa, « Plankton list and some new species of copepods from the northern waters of Japan », Bulletin de l'Institut océanographique de Monaco, Monaco, no 384,‎ 15 janvier 1921, p. 1-15 (ISSN 0304-5722, OCLC 1614778, lire en ligne).